# Krentenboompje
Krentenboompje (Amelanchier) is een geslacht van ongeveer 25 soorten struiken uit de rozenfamilie (Rosaceae). Het geslacht is inheems in de gematigde gebieden van het noordelijk halfrond. De meeste soorten komen voor in Noord-Amerika, enkele soorten komen in Eurazië voor.
De naam Amelanchier is afgeleid van de amelanche, de Franse naam voor de vrucht van het Europees krentenboompje.
Het krentenboompje is een breeduitgroeiende, bladverliezende struik die maximaal 10 meter hoog kan worden. In Drenthe, Overijssel, Noord-Brabant(o.a. Chaam-RCN De Flaasbloem) en Limburg komt het vaak verwilderd voor.

## Soorten
Een aantal van de circa 25 soorten:
- Amelanchier alnifolia - Saskatoon-bes
- Amelanchier arborea
- Amelanchier asiatica
- Amelanchier bartramiana
- Amelanchier basalticola
- Amelanchier canadensis - Canadees krentenboompje
- Amelanchier confusa
- Amelanchier florida
- Amelanchier humilis
- Amelanchier interior
- Amelanchier laevis - Drents krentenboompje
- Amelanchier lamarckii - Amerikaans krentenboompje
- Amelanchier ovalis - Europees krentenboompje
- Amelanchier sanguinea
- Amelanchier spicata
- Amelanchier stolonifera
- Amelanchier utahensis

## Vernoeming
De naam van de stad Saskatoon in Saskatchewan is afgeleid van het woord misaaskwatoomin, de naam voor de Saskatoon-bes in de indiaanse taal Cree.
... · 
Acaena (stekelnootje) · 
Adenostoma · 
Agrimonia (agrimonie) · 
Alchemilla (vrouwenmantel) · 
Amelanchier (krentenboompje) · 
Aphanes (leeuwenklauw) · 
Aronia (appelbes) · 
Aruncus · 
Comarum · 
Cotoneaster (dwergmispel) · 
Crataegus (meidoorn) · 
Cydonia (kweepeer) · 
Dryas · 
Eriobotrya · 
Filipendula (spirea) · 
Fragaria (aardbei) · 
Geum (nagelkruid) · 
Hagenia · 
Kerria (ranonkelstruik) · 
Malus (appel) · 
Mespilus · 
Potentilla (ganzerik) · 
Prunus · 
Pyracantha 
Pyrus (peer) · 
Rosa (roos) · 
Rubus (braam) · 
Sanguisorba (pimpernel) · 
Sorbaria · 
Sorbus (lijsterbes) · 
...